# Forstseilwinde

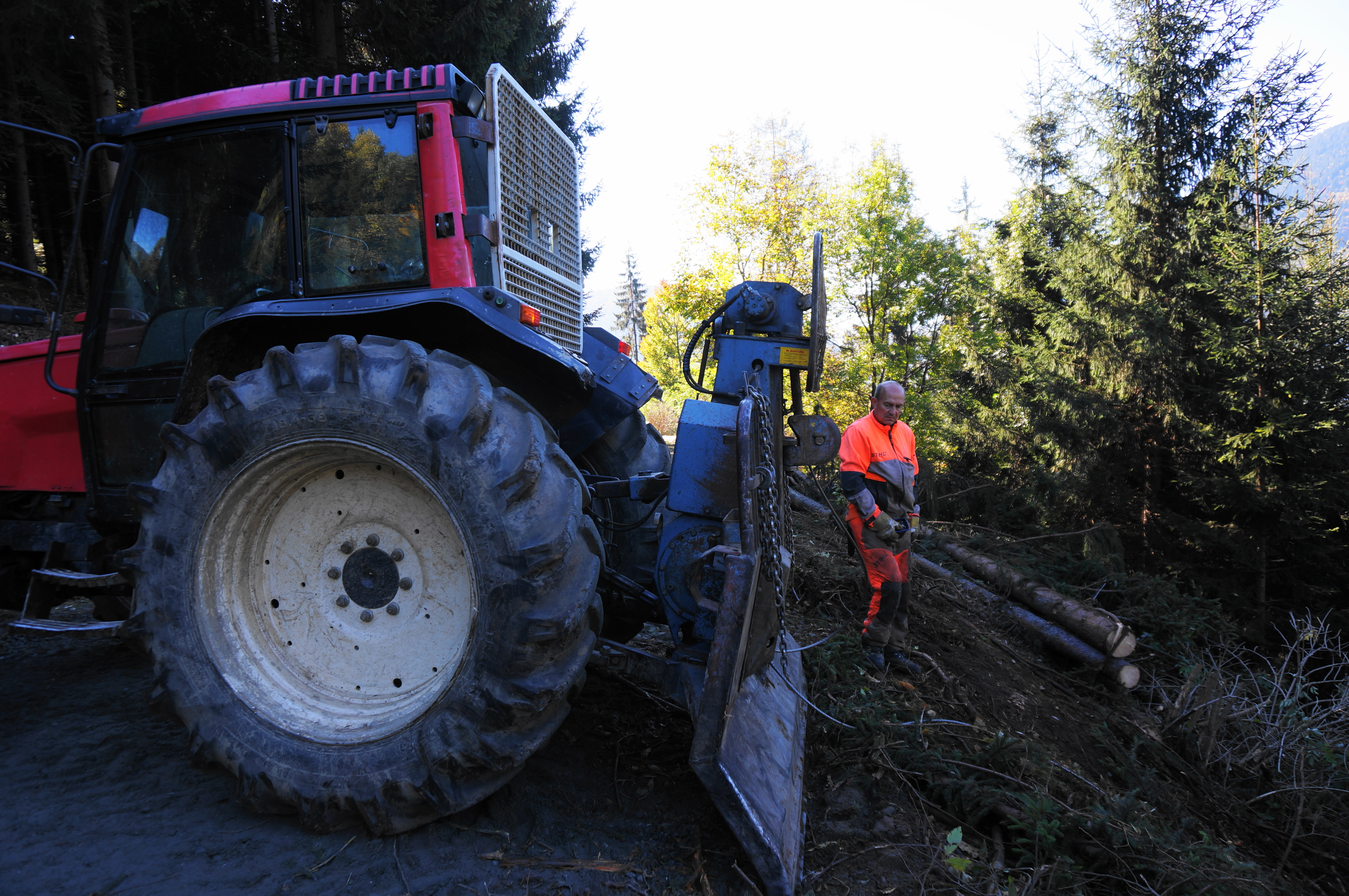
Angebaute Seilwinde im Einsatz

Eine Forstseilwinde ist eine Seilwinde, welche im Wald zum Rücken und Fällen von Bäumen verwendet wird.

## Einteilung
Forstseilwinden gibt es als Anbaugeräte, welche am Dreipunkt-Kraftheber bei Bedarf angehängt werden können. Diese Art der Seilwinden wird in zwei verschiedene Varianten aufgeteilt. Zum einen gibt es mechanische Produkte, bei denen die Kupplung für das Seileinziehen über einen Flaschenzug betätigt wird. Diese Variante ist kostengünstiger, aber der Bediener muss in der Nähe der Seilwinde stehen und hat somit bei ungünstigem Gelände beim Bedienen den Baumstamm nicht im Blick, was dazu führen kann, dass anstatt den Baum zu rücken der Traktor umgezogen wird. Außerdem ist es möglich, als unsachgemäße Bedienung den Baum mit schleifender Kupplung zu rücken, was zu erhöhten Kupplungsverschleiß führt. Zum anderen wird die hydraulisch betätigte Kupplung über einen elektrischen Schalter oder über Funk bedient. Vorteil ist, dass die Winde mit weniger Kraftaufwand bedient werden kann und wenn die Bedienung per Funkfernbedienung erfolgt, eine Bedienposition gewählt werden kann, bei der sowohl der Traktor als auch der Baumstamm im Blick ist. Nachteil ist, dass eine eigene Hydraulik in der Winde verbaut wird, was bei Einsteigermodellen den Preis fast verdoppelt.
Zum anderen gibt es Seilwinden, die in Forsttraktoren fest verbaut sind. Meist ist sie vor dem Motor montiert und die Seile werden unter der Traktorkabine hindurchgeführt. Vorteil ist hier, dass die Seilwinde zusätzlich mitgeführt werden kann und zum Beispiel ein Rückewagen angehängt werden kann. Nachteil ist, dass wenn der Traktor für den Ackerbau verwendet wird, die Seilwinde nur sehr schwer abzumontieren ist und damit zusätzliches Gewicht mittransportiert werden muss.
Oft ist bei einem Rückewagen auch eine Seilwinde am Kranausleger montiert. Diese dient dazu, zu weit entfernt liegende Stämme in die Reichweite des Kranes zu ziehen.

## Funktionsweise
Über die Zapfwelle bei der Anbauseilwinde oder die Kardanwelle bei fest angebauten Winden wird die Leistung der Seilwinde zugeführt. Danach wird über ein Getriebe das Drehmoment erhöht und die Geschwindigkeit verlangsamt. Meist ist auch die Zapfwellengeschwindigkeit mit 540/min zu wählen, um den Umsetzungsaufwand klein zu halten. Danach folgt eine Kupplung, welche entweder hydraulisch oder über einen Flaschenzug betätigt wird. Auf einer Seiltrommel ist meist ein Stahlseil oder, meist gegen Aufpreis, ein leichteres reißfestes Kunststoffseil. Das Seil wird über Umlenkrollen geführt, um ein gleichmäßiges Aufrollen zu garantieren und die Zughöhe des Seiles zu bestimmen. Ist der Seilausgang niedriger, ist auch die Kippgefahr des Traktors niedriger, aber der Stamm wird mehr in den Boden gezogen, was ihn mehr beschädigt. Nach dem Ziehen des Baumes wird über eine Bandbremse das Seil auf Zug gehalten. Es wird über einen zweiten oder denselben Flaschenzug oder bei hydraulischen Winden per Taster gelöst.

## Holzrücken
Die Seilwinde wird einerseits zum Holzrücken verwendet. Hier für sind Gleitaugen am Seil montiert. Diese gleiten auf der einen Seite am Seil und auf der anderen Seite kann eine Forstkette eingehängt werden. Bei den meisten Herstellern sind links und rechts eine Eisenleiste mit Einschnitten um Stämme mit Forstketten zu befestigen. Einige Besitzer von Seilwinden haben einen zu kleinen Traktor um die Stämme direkt zu ziehen und verwenden deshalb die Seilwinde um die benötigte Kraft aufzubringen. In Extremfällen wird auch die schleifende Kupplung verwendet um das Rücken rechtzeitig zu beenden um ein Umwerfen des Traktors zu verhindern.

## Seilunterstützte Fällung
Aufgrund des etwas größeren Aufwandes wird die folgende Methode nur für Problembäume verwendet, welche nur mit großem Aufwand oder gar nicht umgekeilt werden können. Das Seil wird mit der Leiter oder der Königsbronner-Anschlage-Technik in etwa 5–6 m Höhe angebracht. Danach wird der Fällschnitt durchgeführt. Die Keile werden nur noch benötigt um das Rückfallen des Baumes zu verhindern. Wenn alle aus dem Gefahrenbereich sind, gibt der Motorsägenführer das Kommando zum Umziehen. Die Seilwinde ist nicht in der Lage einen in die falsche Richtung fallenden Baum aufzuhalten.

## Unfallgefahr
Wie bei vielen Maschinen im Forst ist die Unfallgefahr hoch. Da bei unsachgemäßer Benutzung, vor allem wenn nicht gerade zur Fahrtrichtung, sondern seitlich gezogen wird, der Traktor umgezogen werden kann, ist die Bedienung erst ab 18 Jahren erlaubt und es ist Aufmerksamkeit notwendig. Für Ausbildungszwecke ist das Alter auf 16 Jahre vermindert. Es ist auch möglich, mit dem Stamm einen anderen Baum umzuziehen, von dem auch Gefahren ausgehen. Alle Seilwinden werden mit Totmannschalter bedient, um ein schnelles Ausschalten der Seilwinde bei Gefahr oder bei Ausfall des Bedieners sicherzustellen. Es ist darauf zu achten, dass ein ausreichend großer Traktor für den Betrieb der Seilwinde verwendet wird, um zu vermeiden, dass der Traktor umgezogen wird.